# Beechcraft Model 50
Die Beechcraft Model 50 Twin Bonanza (oder auch Beech 50 Twin Bonanza) ist ein zweimotoriges Transport- und Geschäftsreiseflugzeug des US-amerikanischen Herstellers Beechcraft. Sie wurde aus der einmotorigen Bonanza entwickelt.

## Geschichte
Die Bonanza von 1945 ist eines der erfolgreichsten Zivilflugzeuge der Welt. Dies zeichnete sich bereits früh ab und veranlasste Beechcraft, eine daraus entwickelte zweimotorige Maschine auf den Markt zu bringen. Die gewählte Bezeichnung Twin Bonanza ist dabei aus heutiger Sicht jedoch leicht irreführend, denn es handelt sich bei der deutlich größeren Maschine nicht, wie man annehmen könnte, um eine zweimotorige Version der Bonanza. Diese wurde erst später unter dem Namen Travel Air eingeführt. Die Twin Bonanza war vielmehr der direkte Vorgänger der Queen Air und der King Air. Alle drei Flugzeuge weisen fast identische Tragflächen, Fahrgestelle und andere Bauteile auf. Die Queen Air besitzt eine größere Kabine, die King Air erhielt erstmals Turboprop-Triebwerke.

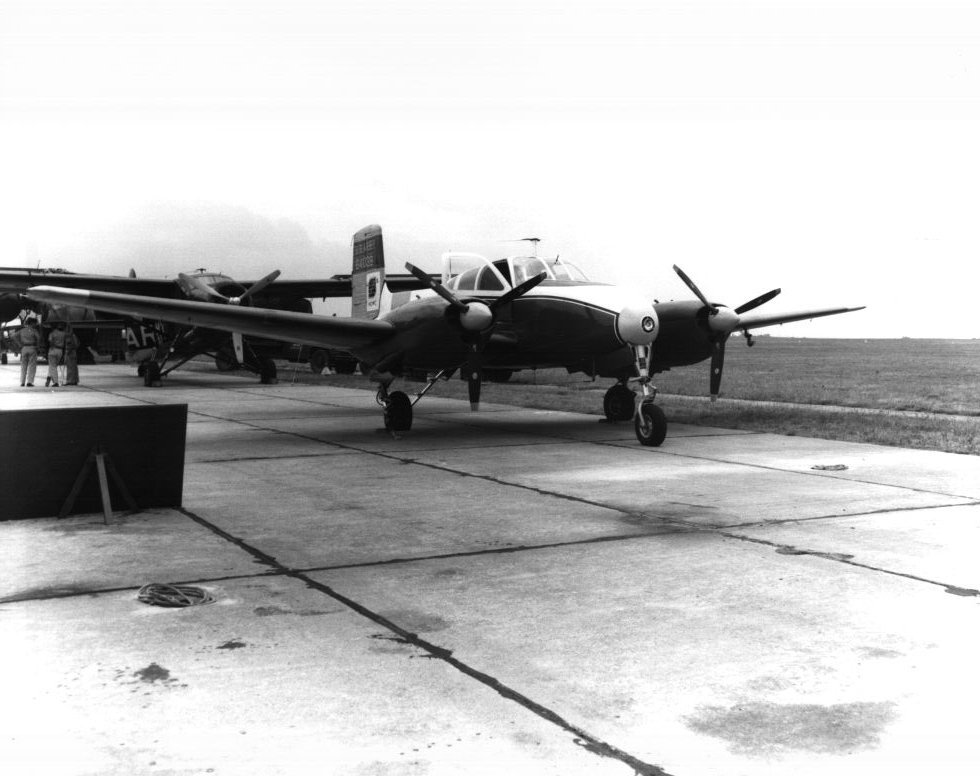
Die erste von sechs Beechcraft L-23E (später U-8E, USAF/Army-Seriennr. 56-4039) der US-Streitkräfte

Der Erstflug der Model 50 fand am 15. November 1949 statt, die Musterzulassung erfolgte am 25. Mai 1951. Daraufhin wurde auch die  Transportversion L-23 für die US Army gebaut. Die anschließend angebotene Variante für den Geschäftsverkehr war das erste Flugzeug seiner Klasse auf dem Markt. Bis zum Produktionsende 1961 wurden 975 Exemplare gebaut, ein kleinerer Teil davon für das Militär. Die US Army nutzte das Modell bis 1992.

## Technische Ausführung
Das Tragwerk bestand aus einem freitragenden Tragflügel an dem auch die Motorgondeln befestigt waren. Als Profil wurde an der Flügelwurzel ein NACA 23014.1, an der Flügelspitze ein NACA 23012 verwendet. Die Streckung betrug 7,51 bei einer Flügeltiefe von 1,99 m. Der Einstellwinkel an der Flügelwurzel betrug 5,8°, an der Spitze 1°. Die V-Stellung betrug 7°. Die Tragflügel waren mit einem zweiteiligen Flügelkasten aus Metall ausgeführt und trugen auch die NACA-Spaltklappen und die Querruder. In den Flächen befanden sich auch die Tanks mit 2×166 und 2×87 Liter Fassungsvermögen. Das Leitwerk war freitragend aus Aluminium gefertigt und konventionell angeordnet. Höhen und Seitenruder waren mit Magnesiumblech beplankt. Der Rumpf war in Halbschalenbauweise in Metall mit Senknieten ausgeführt. Das Hauptfahrwerk wurde nach vorne in die Motorgondeln eingezogen, wobei die Räder teilweise im Luftstrom verblieben. Bug- und Hauptfahrwerk wurden elektrisch betätigt. Es wurden Einscheibenbremsen verwendet mit hydraulischer Betätigung. Das Bugrad war lenkbar. Die Kabine bot Platz für 5-6 Personen und zwei Gepäckräume. Die Kabine war beheizt, belüftet und geräuschgedämmt.

## Versionen
Die genannten Stückzahlen wurden der bislang genauesten und am präzisesten belegten Produktionsaufstellung entnommen, die 2016 von Air-Britain veröffentlicht wurde.

### Zivilflugzeuge
Insgesamt wurden 780 Zivilflugzeuge produziert. 
Model 50Ursprungsversion mit zwei Lycoming GO-435-C2-Motoren, 11 Exemplare
Model B50höheres Startgewicht, zusätzliche Fenster und verbesserte Heizung, 99 Exemplare
Model C50B50 mit Lycoming GO-480-F1A6-Motoren, 155 Exemplare
Model D50C50 mit Lycoming GO-480-G2C6-Motoren, 146 Exemplare
Model D50AD50  mit GO-480-G2D6-Motoren, 44 Exemplare
Model D50BD50A mit verbessertem Ausstieg und Gepäckabteil, 38 Exemplare
Model D50CD50B mit neuen Türen, drei Sitzen pro Reihe, verbesserter Klimaanlage und größerem Gepäckbereich, 64 Exemplare
Model D50ED50C mit zusätzlichen Fenstern, neuem Bug und Lycoming GO-480-G2F6-Motoren, 47 Exemplare
Model E50D50 mit höherem Startgewicht und GSO-480-B1B6-Motoren, 70 Exemplare
Model F50D50A mit GSO-480-B1B6-Motoren, 25 Exemplare
Model G50D50B mit IGSO-480-A1A6-Motoren, größeren Tanks und höherem Startgewicht, 24 Exemplare
Model H50D50C mit höherem Startgewicht und IGSO-480-A1A6-Motoren, 30 Exemplare
Model J50D50E mit IGSO-480-A1B6-Motoren und erhöhtem Startgewicht, 27 Exemplare

### Militärflugzeuge
Insgesamt wurden 195 Militärflugzeuge produziert.
L-23A Seminole55 Model 50 der United States Army
L-23B Seminole40 Model B50 für US Army
L-23D Seminole100 Model E50 der US Army
YL-23 Seminole4 Model D50B-Aufklärer der US Army (gezählt als 50)
RL-23D Seminole6 L-23D mit zusätzlichem Radar (umgebaute L-23D)
L-23E Seminole6 Model D50, 1962 in U-8E umbenannt (gezählt als D50)
XL-23C Seminole1 Aufklärer der US Air Force (gezählt als C50)
U-8D Seminoleehemalige L-23D
RU-8D Seminoleehemalige RL-23D
U-8E Seminoleehemalige L-23E
U-8G Seminoleunterschiedliche Versionen, auf GO-480-CSC6-Motoren umgerüstet und mit Kabinen für sechs Personen

## Militärische Nutzer
- Chile (5× C50, 4× D50)
- Jordanien (1× F50)
- Kolumbien (1× D50)
- Pakistan
- Schweiz (3× E50)
- Vereinigte Staaten

## Technische Daten (Model E50)
| Kenngröße        | Daten                                  |
| ---------------- | -------------------------------------- |
| Spannweite       | 13,78 m                                |
| Länge            | 9,61 m                                 |
| Höhe             | 3,51 m                                 |
| Flügelfläche     | 25,7 m²                                |
| Leergewicht      | 2.270 kg                               |
| Startgewicht     | 3.311 kg                               |
| Besatzung        | 1–2                                    |
| Passagiere       | 5                                      |
| Dienstgipfelhöhe | 9.144 m                                |
| Reichweite       | 1.600 km                               |
| Triebwerke       | 2× Lycoming GSO-480-B1B6 mit je 253 kW |

## Sonstiges

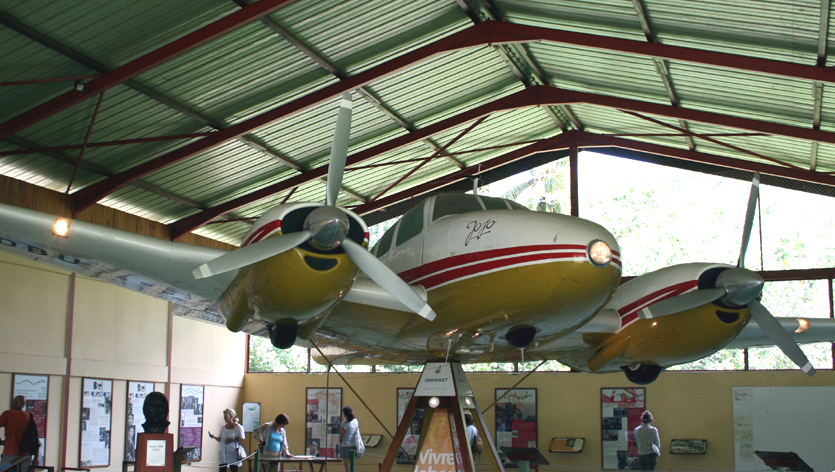
Twin Bonanza Jojo von Jacques Brel

Der belgische Chansonnier Jacques Brel besaß eine Twin Bonanza, Modell D50, mit der er in der Südsee von Insel zu Insel flog. Seine Grabstätte befindet sich auf der Insel Hiva Oa, wo auch sein Flugzeug, nachdem es restauriert wurde, zusammen mit Fotos und anderen Dokumenten in einem 2003 errichteten Hangar in Atuona ausgestellt ist.